# Pseudodrassus ricasolii
Pseudodrassus ricasolii är en spindelart som beskrevs av Lodovico di Caporiacco 1935. Pseudodrassus ricasolii ingår i släktet Pseudodrassus och familjen plattbuksspindlar.
Artens utbredningsområde är Turkiet. Inga underarter finns listade i Catalogue of Life.